# Австралийская антарктическая территория
Австрали́йская антаркти́ческая террито́рия (ААТ) (англ. Australian Antarctic Territory) — сектор Антарктики, на который претендует Австралия. Это крупнейшая часть Антарктики, на которую претендует какая-либо страна. Сектор состоит из всех островов и территорий, находящихся южнее 60° ю. ш. и между 44°38' в. д. и 160° в. д., исключая Землю Адели (с 136°11' в. д. по 142°02' в. д.), которая делит территорию на западную (бо́льшую часть) и восточную (ме́ньшую). Территория граничит на западе с Землёй Королевы Мод и территорией Росса на востоке. Вся территория необитаема, за исключением обслуживающего персонала научных станций. На территории действуют три австралийские круглогодичные полярные станции, проводящие различные научно-исследовательские работы. Общая площадь составляет около 5 896 500 км². Если бы территориальные претензии Австралии были бы приняты, то её площадь составила 13 588 524 км², при этом она стала бы вторым по величине государством мира.

## Территориальное деление
Территория разделена на девять районов, с запада на восток:
| № | Район                     | Западная граница | Восточная граница |
| - | ------------------------- | ---------------- | ----------------- |
| 1 | Земля Эндерби             | 044°38' в. д.    | 056°25' в. д.     |
| 2 | Земля Кемпа               | 056°25' в. д.    | 059°34' в. д.     |
| 3 | Земля Мак-Робертсона      | 059°34' в. д.    | 072°35' в. д.     |
| 4 | Земля Принцессы Елизаветы | 072°35' в. д.    | 087°43' в. д.     |
| 5 | Земля Вильгельма II       | 087°43' в. д.    | 091°54' в. д.     |
| 6 | Земля Королевы Мэри       | 091°54' в. д.    | 100°30' в. д.     |
| 7 | Земля Уилкса              | 100°30' в. д.    | 136°11' в. д.     |
| 8 | Земля Георга V            | 142°02' в. д.    | 153°45' в. д.     |
| 9 | Земля Отса                | 153°45' в. д.    | 160°00' в. д.     |

## Станции

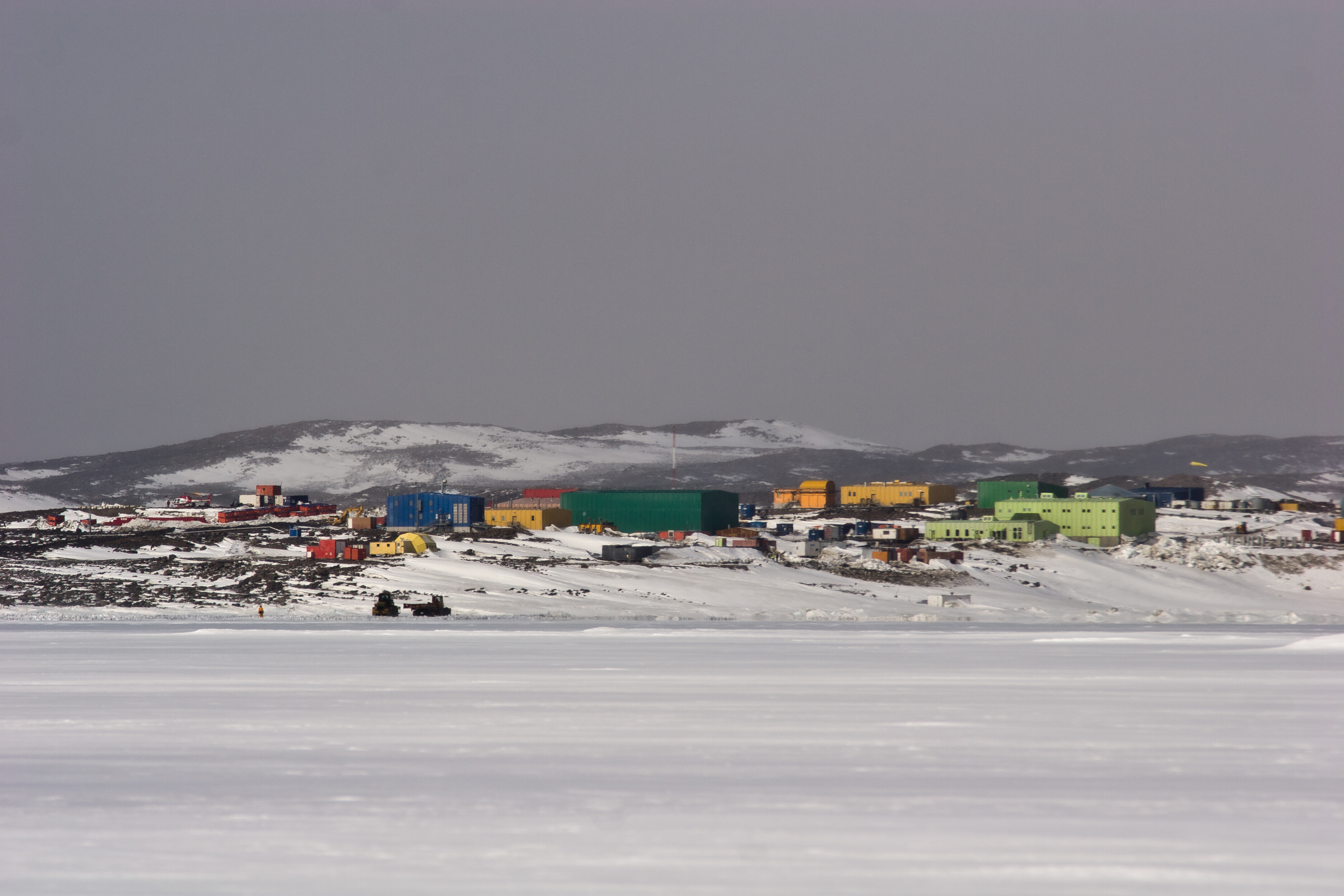
Станция Дейвис

Действующие и закрытые станции, с запада на восток:
| Станция       | Страна         | Статус      | Широта       | Долгота       | Район                     |
| ------------- | -------------- | ----------- | ------------ | ------------- | ------------------------- |
| Молодёжная    | Россия         | Заморожена  | 67°40' ю. ш. | 45°51' в. д.  | Земля Эндерби             |
| Моусон        | Австралия      | Действующая | 67°36' ю. ш. | 62°52' в. д.  | Земля Мак-Робертсона      |
| Союз          | Россия         | Закрытая    | 70°35' ю. ш. | 68°47' в. д.  | Земля Мак-Робертсона      |
| Дружная-4     | Россия         | Закрытая    | 69°44' ю. ш. | 72°42' в. д.  | Земля Принцессы Елизаветы |
| Чжуншань      | Китай          | Действующая | 69°22' ю. ш. | 76°22' в. д.  | Земля Принцессы Елизаветы |
| Прогресс      | Россия         | Действующая | 69°23' ю. ш. | 76°23' в. д.  | Земля Принцессы Елизаветы |
| Дейвис        | Австралия      | Действующая | 68°35' ю. ш. | 77°58' в. д.  | Земля Принцессы Елизаветы |
| Советская     | Россия         | Закрытая    | 77°58′ ю. ш. | 89°16′ в. д.  | Земля Вильгельма II       |
| Мирный        | Россия         | Действующая | 66°33' ю. ш. | 93°01' в. д.  | Земля Королевы Мэри       |
| Комсомольская | Россия         | Закрытая    | 74°05' ю. ш. | 97°29' в. д.  | Земля Королевы Мэри       |
| Восток        | Россия         | Действующая | 78°28' ю. ш. | 106°48' в. д. | Земля Уилкса              |
| Уилкс         | Австралия      | Закрытая    | 66°15' ю. ш. | 110°32' в. д. | Земля Уилкса              |
| Кейси         | Австралия      | Действующая | 66°17' ю. ш. | 110°31' в. д. | Земля Уилкса              |
| Конкордия     | Франция Италия | Действующая | 75°06' ю. ш. | 123°23' в. д. | Земля Уилкса              |
| Ленинградская | Россия         | Заморожена  | 69°30' ю. ш. | 159°22' в. д. | Земля Отса                |

## История
9 января 1841 года Великобритания впервые заявила свои права на Землю Виктории (неофициально), а в 1930 году — на Землю Эндерби. В 1933 Британия передала все территории южнее 60° ю. ш. и между 160° и 45° в. д. Австралии. Границы с Землёй Адели были окончательно установлены в 1938. В 1947 в состав территории также были включены переданные Великобританией острова Херд и Макдоналд. 13 февраля 1954 была основана станция Моусон — первая австралийская антарктическая научно-исследовательская станция.
Права Австралии на данную территорию признаны Соединённым Королевством, Новой Зеландией, Францией и Норвегией. Но так как Австралия подписала договор об Антарктике, то она не препятствует проведению каких-либо научных программ других стран. Она лишь сохраняет контроль над данной территорией таким образом, чтобы не ущемлять права других стран и не нарушать договор. После подписания договора острова Херд и Макдоналд стали образовывать отдельную внешнюю территорию, так как географически они находятся севернее 60° ю. ш. и на них не распространяется действие договора.

## Почтовые марки

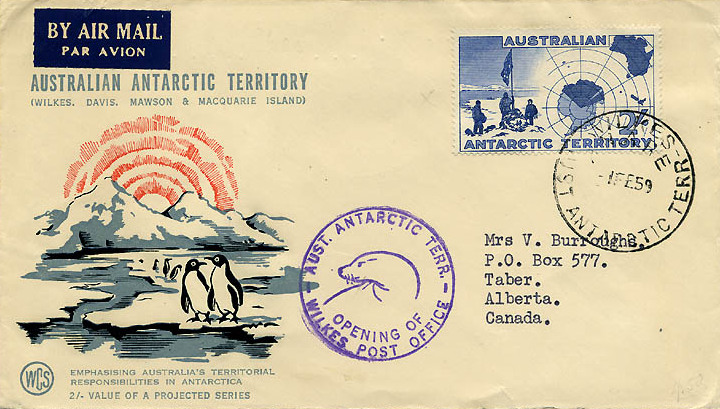
Марка 1959 на конверте

С 1957 года Австралия периодически выпускала почтовые марки для Австралийской антарктической территории. Все были посвящены теме Антарктики, и все официально принимались на почте. Таким образом они фактически являлись марками Австралии, только выпущенными от имени Антарктической территории.

## Телефонная связь
Территории присвоен собственный телефонный код +672. На антарктические станции, управляемые Австралией, можно дозвониться с любой точки мира. Телефонные коды: 10-6 для Дейвиса, 11-7 для Моусона, 12-8 для Кейси и 13-9 для острова Маккуори, после набора кода следует набрать трёхзначный телефонный номер.